# Museu Arqueològic de Calcis
El Museu Arqueològic de Calcis és un museu grec situat a Calcis, a l'illa d'Eubea.

## Història del museu
L'edifici del museu s'acabà de construir el 1901, en estil neoclàssic, i s'obrí al públic l'any següent. A causa dels terratrèmols dels 1980-1981, l'edifici s'hagué de reparar. El 1990, sota la direcció d'Efi Sapouna, se'n reorganitzaren les exposicions. En aquesta data es traslladaren al Museu Arqueològic d'Erètria les obres d'art procedents del temple d'Apol·lo Dafnèfor d'aquesta ciutat, que fins llavors s'havien exposat al museu de Calcis.

## Col·leccions
El museu conté una col·lecció d'objectes provinents de jaciments de l'àrea de Calcis i d'altres indrets de l'illa d'Eubea que abasten des del Paleolític fins a l'època romana.
L'exposició mostra la història de l'illa d'Eubea en ordre cronològic i en seccions temàtiques: la vida quotidiana, la guerra, els cultes funeraris, la religió, la política, les arts i l'economia. S'exposen en tres sales i un pati que té dues galeries.
Al pati hi ha elements arquitectònics de l'antiga ciutat de Calcis. Les dues galeries contenen inscripcions i una d'elles també estàtues. N'hi ha una destacable estàtua de Demèter o Cíbele sense cap del període hel·lenístic.
La sala 1 conté troballes prehistòriques, entre els quals destaquen les de Mànika, de períodes compresos entre 2800-1900 aC, i d'Aliveri (1900-1650 aC). També hi ha objectes dels períodes protogeomètric i geomètric.
La sala 2 conté ceràmica i altres objectes d'art d'entre l'època arcaica i la romana. Són destacables dos caps de curos del segle vi aC, altres dos torsos de la mateixa època, tres estàtues femenines dedicades a Àrtemis, unes esteles funeràries d'època clàssica i una columna votiva amb la representació d'Hades i Dionís del segle iv aC.
La sala 3 mostra estàtues i altres objectes d'art de més grandària que els de la sala anterior. Entre aquests hi ha una columna amb la representació d'un sacrifici procedent de Larimna (Beòcia), una altra columna amb la representació de Dionís, un trípode amb una dedicatòria a Apol·lo, una estàtua sense cap de Dionís o Apol·lo del segle i i una altra de l'època d'Herodes Àtic, del segle ii.

## Galeria d'imatges

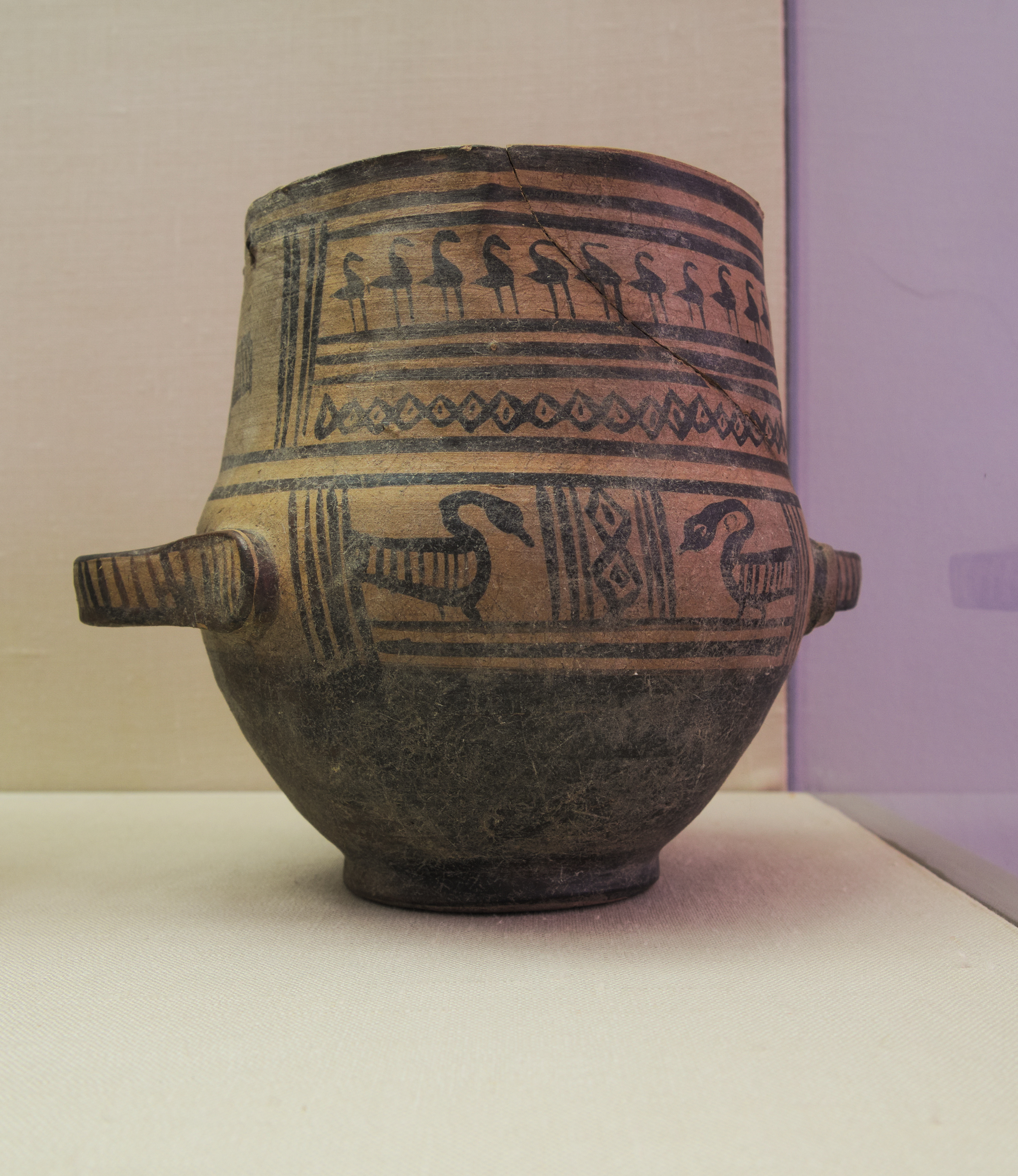
Peça de ceràmica del període geomètric
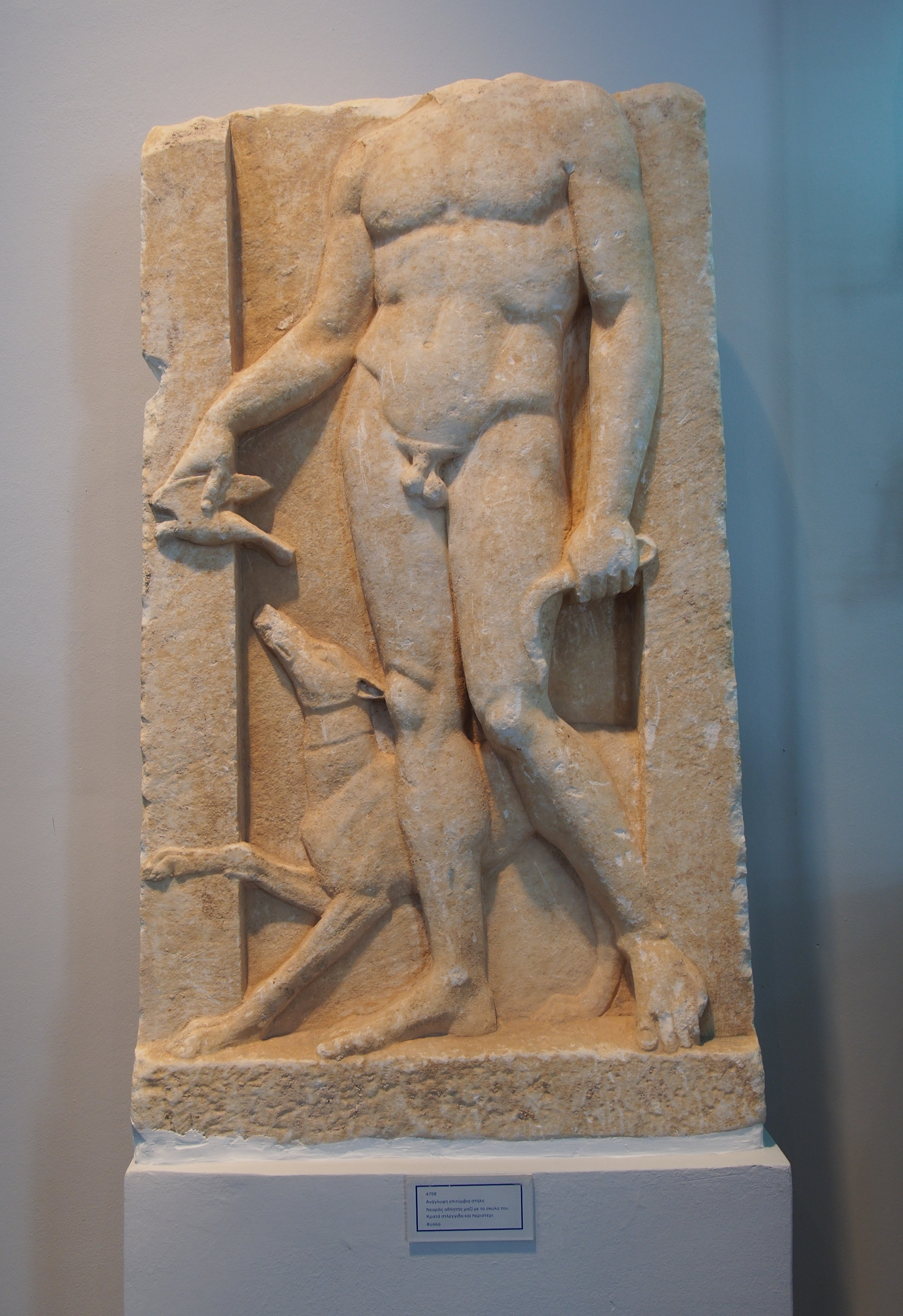
Una estela funerària
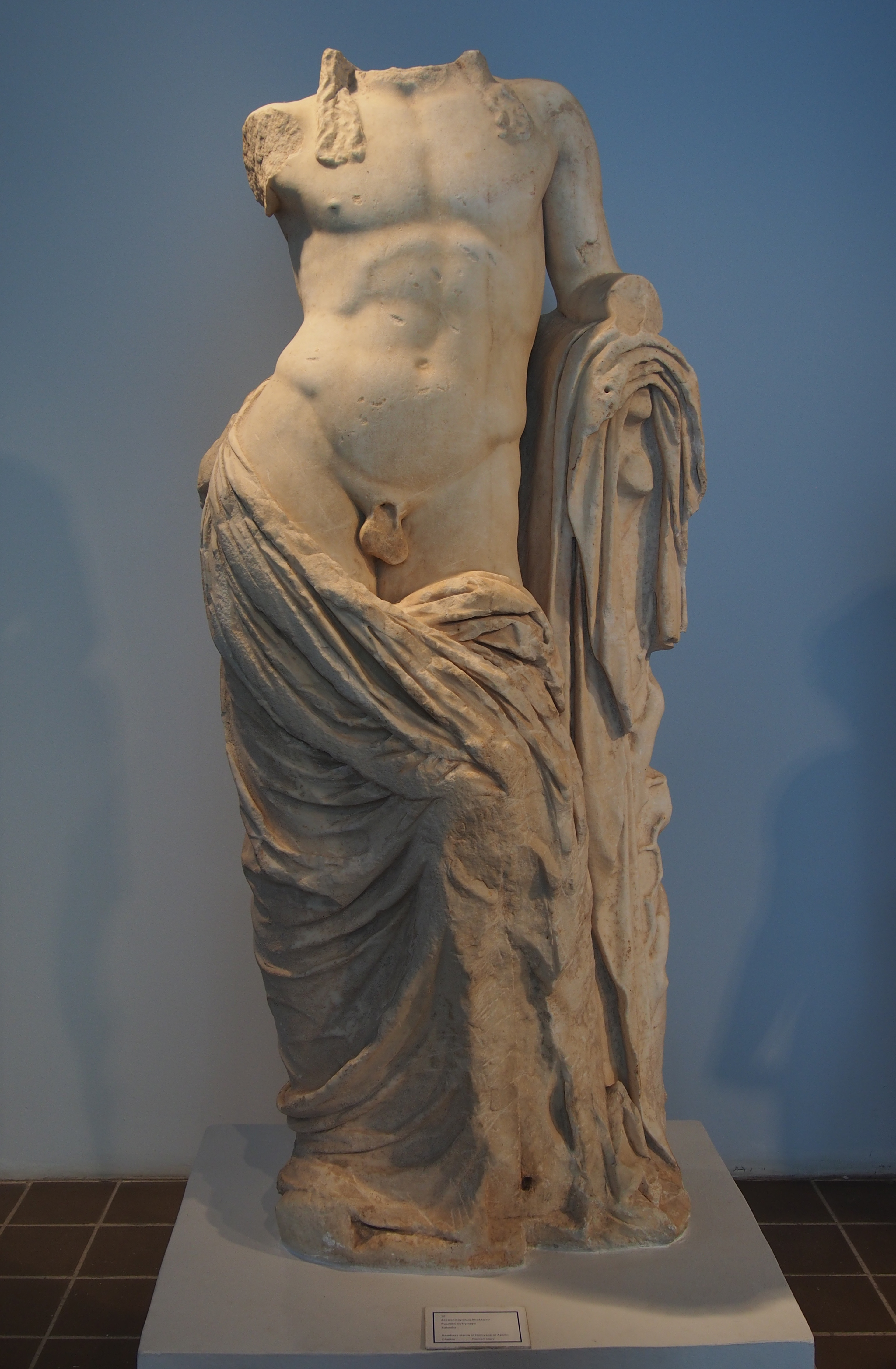
Estàtua d'Apol·lo o Dionís d'època romana
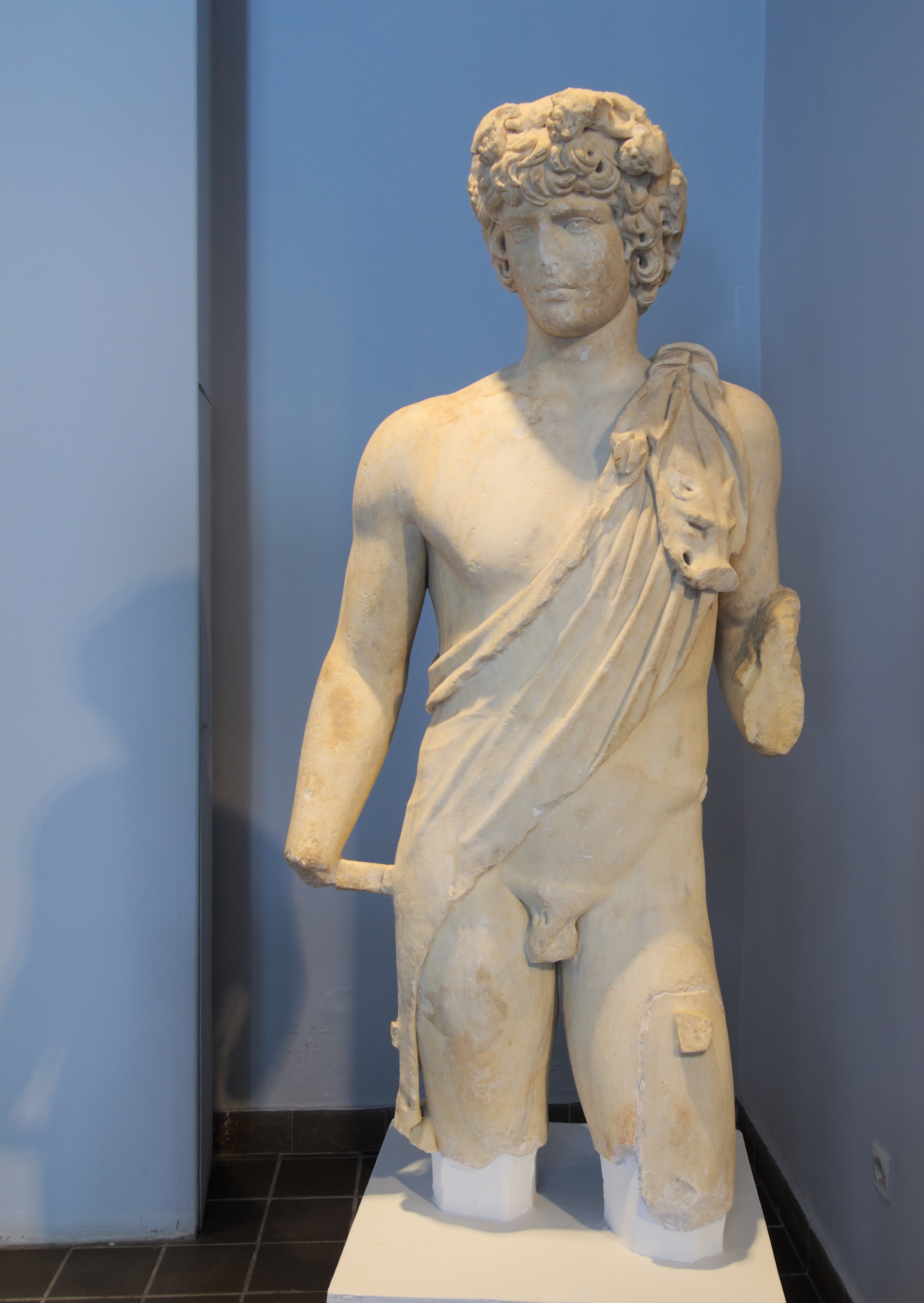
Estàtua d'Antínous, d'època romana